# داميان فولكنير
داميان فولكنير (بالإنجليزية: Damien Faulkner)‏ هو سائق سيارة سباق أيرلندي، ولد في 15 فبراير 1977.

## وصلات خارجية
- داميان فولكنير على موقع DriverDB.com (الإنجليزية)

- الموقع الرسمي